# Tim Finn
Brian Timothy Finn, detto Tim (Te Awamutu, 25 giugno 1952), è un cantante e chitarrista neozelandese.

## Carriera
La sua carriera musicale include la militanza nel gruppo rock Split Enz, attivo tra gli anni '70 e '80. Ha pubblicato diversi album da solista a partire dal 1983. Ha fatto parte anche dei Crowded House assieme al fratello Neil Finn, col quale è attivo anche in duo sotto il nome Finn Brothers.

## Discografia solista
- 1983 - Escapade
- 1986 - Big Canoe
- 1989 - Tim Finn
- 1993 - Before & After
- 1998 - Steel City (colonna sonora)
- 1999 - Say It Is So
- 2001 - Feeding the Gods
- 2001 - What You've Done (EP)
- 2006 - Imaginary Kingdom
- 2008 - The Conversation
- 2009 - North, South, East, West...Anthology
- 2011 - The View Is Worth the Climb